# Monica (film, 2022)
Pour les articles homonymes, voir Monica.
Pour plus de détails, voir Fiche technique et Distribution.
Monica est un film américano-italien réalisé par Andrea Pallaoro en 2022.
Le film est présenté en septembre 2022 à la 79e édition de la Mostra de Venise, il sort aux États-unis en mai 2023.

## Synopsis
Monica, une femme transgenre vivant dans une grande ville retourne dans sa ville natale dans le Midwest, en Ohio, après des années d'absence et de rupture familiale. Elle souhaite s'occuper de sa mère, qui l'a reniée des années auparavant, atteinte d'un cancer en phase terminale durant les derniers instants de sa vie.

## Fiche technique
Sauf indication contraire, les informations mentionnées dans cette section peuvent être confirmées par la base de données cinématographiques IMDb,  présente dans la section « Liens externes ».
- Titre français : Monica
- Réalisation : Andrea Pallaoro
- Scénario : Andrea Pallaoro et Orlando Tirado
- Décors : Daniel Adan Baker
- Costumes : Patrik Milani
- Photographie : Katelin Arizmendi
- Montage : Paola Freddi
- Pays de production :  États-Unis,  Italie
- Distributeur:  États-Unis IFC Films[3],  Italie I Wonder Pictures
- Format : Couleurs
- Genre : drame
- Durée : 106 minutes
- Date de sortie :
  - Italie : septembre 2022 (Mostra de Venise 2022)
  - États-Unis : 16 mai 2023

## Distribution
- Trace Lysette : Monica
- Emily Browning : Laura
- Patricia Clarkson : Eugeni
- Adriana Barraza : Leticia
- Joshua Close : Paul

## Production
Monica est considéré comme le deuxième volet de la "trilogie au féminin" du réalisateur Andrea Pallaoro, ouverte par Hannah en 2017. Le réalisateur explique qu'à l'origine du projet, il souhaitait s'interroger sur les problématiques complexes liées à l'abandon familial.
Le tournage débute en juin 2021. L'écriture du film commence en 2015, en 2017, Trace Lysette auditionne pour le film,. Elle est choisie parmi plus de 30 actrices au terme d'un casting de plus d'un an et tenu dans plusieurs pays. Pour Andrea Pallaoro, c'est autant la connexion personnelle et émotionnelle qu'il a ressenti avec l'actrice que son propre vécu qui résonnait particulièrement avec le scénario du film qui a motivé son choix. En effet, outre le fait que Trace Lysette est originaire de l'Ohio, comme le personnage du film, certains épisodes de sa vie recoupent celle de Monica. Son implication dans le projet est importante et elle contribue notamment à l'écriture de son personnage, apportant sa propre perspective de femme trans afin de donner davantage de consistance au personnage, finalement, Andrea Pallaoro lui demande d'être coproductrice exécutive du film, ce qu'elle accepte. C'est après le choix de l'actrice principale que Andrea Pallaoro achève le casting et choisi Patricia Clarkson pour interpréter Eugénie, sa mère.

## Sortie et réception
La première mondiale du film a lieu le 2 septembre 2022 à la Mostra de Venise où Andrea Pallaoro avait déjà présenté son précédent film,,. Le film y reçoit un bon accueil critique et public, Trace Lysette reçoit notamment une standing ovation de 11 minutes à l'issue de la projection. La critique salue notamment la performance de Trace Lysette, Le Soir estime que l'émotion du film « passe aussi irrémédiablement par le casting, et surtout par Trace Lysette, poignante ». Elle est pressentie comme une sérieuse concurrente au prix d'interprétation du festival italien ainsi qu'aux Oscars. L'originalité du récit d'une femme transgenre qui ne repose pas sur la question de la transition est également salué,,. Pour Veronica Esposito de The Guardian, il s'agit d'un des plus beau récit trans qu'elle ai vu au cinéma, plus complexe et subtil que les autres productions du même type. Cet aspect du film est soulevé par Marta Bałaga et est particulièrement important pour le réalisateur pour qui « le fait que Monica soit trans n’est pas au centre de l’histoire : le film parle d’une femme qui revient chez elle ». Enfin, la mise en scène de Andrea Pallaoro, essentiellement constituée de gros plans, centrés sur l'actrice principale, fragmentent le film et son intrigue en de multiples fragments qui séduisent la critique,.
Cependant, Jon Frosch pour le Hollywood Reporter ainsi que Davide Abbatescianni pour Cineuropa regrettent un fil au rythme trop lent. Si Jon Frosch apprécie la performance de Trace Lysette et l'importance du récit, il déplore un film trop scolaire et une vision de la transidentité instrumentalisée afin de créer un suspense inutile.

## Distinction

### Sélection et prix
- Mostra de Venise 2022 : sélection officielle[11].
- Festival du film italien d'Annecy 2022 : sélection officielle[22].
  - Lauréat du Grand prix[23].
- Festival international du cinéma de Gijón : sélection officielle[24].